# Egg am Faaker See
Egg am Faaker See (slowenisch Brdo ob Baškem jezeru) ist ein Dorf und eine Ortschaft bei Drobollach in der Stadtgemeinde Villach in Kärnten, Österreich.

## Geographische Lage
Egg liegt am Nordostufer des Faaker Sees am Fuße des Tabor. Zur Ortschaft gehört außerdem das südlich gelegene Dorf Neuegg am Faaker See.

## Infrastruktur
Egg liegt an der Faakersee Straße. Hier gibt es zwei Haltestellen. Diese heißen Egg am See Abzw Bogenfeld und Egg am See Ort, wo die Linie 5194 hält.

## Kirche
Die Filialkirche Egg ist Teil der Pfarre St. Niklas an der Drau.